# 야마다 기오
야마다 기오(일본어: 山田 葵士, 2000년 1월 22일~)는 일본의 축구 선수이다.

## 구단 경력
그는 2019년 J3리그의 YSCC 요코하마에 입단했다.